# Рожник (Гросуплє)
Рожник (словен. Rožnik) — поселення в общині Гросуплє, Осреднєсловенський регіон, Словенія. Висота над рівнем моря: 461,7 м.